# IC 4290
IC 4290 — галактика типу SBb (компактна витягнута галактика) у сузір'ї Гідра.
Цей об'єкт міститься в оригінальній редакції індексного каталогу.